# Jean Zaganiaris
 (août 2025).
Si vous disposez d'ouvrages ou d'articles de référence ou si vous connaissez des sites web de qualité traitant du thème abordé ici, merci de compléter l'article en donnant les références utiles à sa vérifiabilité et en les liant à la section « Notes et références ».
Jean Zaganiaris, né le 4 mai 1971 à Lansdale (États-Unis) et mort le 29 juillet 2025 à Perpignan, est un historien de la littérature et sociologue français enseignant au Maroc.
Enseignant-chercheur à l'École de gouvernance et d'économie de Rabat (2010-2019), il fait partie de la formation doctorale « Genre, culture, société » de l'université Hassan II de Casablanca. Mobilisant les outils de la philosophie et de la sociologie, ses centres d'intérêt portent sur la place des genres, des sexualités et des transidentités dans les littératures. Il s’intéresse également à l'évocation de la vulnérabilité des corps et des espaces hétéro-topiques au sein des productions littéraires. 
En dehors de ses activités d’enseignement et d’encadrement pédagogique, il participe régulièrement aux émissions politiques Avec ou sans Parure sur Luxe Radio et publie des chroniques littéraires dans le journal marocain Libération. En mars 2024, il intègre le média marseillais Peuple Olympien, afin d'y écrire des dossiers détaillés.
Avec Mamoun Lahbabi, Abdellah Baida et Maria Guessous, il fait partie des fondateurs du « Cercle de littérature contemporaine ».

## Biographie
Jean Zaganiaris soutient une thèse en science politique en 2004 à l'Université de Picardie Jules Verne, sous la direction de Pascale Laborier. À travers une approche se réclamant de l’histoire des idées, capable de combiner les apports de la théorie politique, des sciences humaines et de l’historicité des pratiques intellectuelles, il a travaillé sur la pensée contre-révolutionnaire, plus particulièrement sur les interprétations et les usages de la pensée de Joseph de Maistre aux XIXe et XXe siècles. Ensuite, il a rejoint le Maroc où il a travaillé sur les enjeux politiques de la démocratisation, sur la question de l'obscurantisme et sur la démarche sociologique de Pierre Bourdieu. En 2014, il a soutenu une habilitation à diriger des recherches en sociologie avec comme garant Frédéric Lebaron.

## Domaine de recherche
Il travaille sur la façon dont certains écrivains marocains évoquent publiquement le genre et la sexualité. Son approche est divisée en trois grandes parties distinctes mais complémentaires. 
La première présente la construction des féminités par la littérature marocaine, en évoquant les différentes figures de la mère (depuis la mère traditionaliste évoluant sous le protectorat jusqu’à la mère qui fait « sa révolution sexuelle », en passant par la mère élevant ses enfants dans la vie rude des bidonvilles), de la princesse arabe des siècles d’antan, de l’amante, qu’elle soit hétérosexuelle ou lesbienne, et de la travailleuse du sexe. À partir des écrits d’écrivaines et d’écrivains marocains tels que Siham Benchekroun, Mamoun Lahbabi, Ghita el Khayat, Siham Boulhal, Souâd Bahéchar ou Rajae Benchemsi, ainsi que des entretiens ou des observations ethnographiques effectuées auprès de certaines d’entre elles, il s’agit de comprendre de quelle façon ces auteurs parlent des femmes dans une société dont elles connaissent les contraintes et les espaces de liberté. 
La seconde partie s’intéresse à la production des masculinités, en évoquant les figures du père et notamment la révolte contre le personnage paternel, incarnant l’autorité. Elle se réfère à des auteurs tels que Driss Chraïbi, Mohamed Choukri, Mohamed Nedali ou Bahaa Trabelsi mais aussi à des auteures françaises publiant au Maroc, comme Chrysulatna Rivet, Valérie Morales Attias ou Stéphanie Gaou. Elle aborde également la sexualité masculine, à partir des différents types d’amants, allant de l’homme attentionné et pourvoyeur d’un certain « bonheur sexuel » jusqu’à l’individu machiste, séducteur, violent et traitre. Là encore, à partir des discours oraux et écrits d’auteurs tels que Mohamed Leftah, Abdelhak Serhane ou Abdellah Taïa, il s’agit de comprendre de quelle façon la sexualité contribue à la production des masculinités dans la littérature marocaine. 
La troisième partie traite des corps transidentitaires et propose des pistes pour penser la place du queer dans le monde arabe, notamment à partir de la façon dont les écrivains marocains mobilisent le soufisme. Depuis les travestis et les trans décrits par Mohamed Leftah jusqu’aux figures de l’androgyne et de l’hermaphrodite dans l’œuvre de Khatibi, en passant par l’approche transgenre de Abdellah Taïa, présentée publiquement lors de ses conférences au Maroc, ou bien par les discours de l’écrivaine Bouchra Boulouiz, il s'agit de présenter différents types de transidentité au sein de la littérature marocaine. 

## Publications

### Essais
- Parlez-moi de Littérature, pour un autre regard sur le champ littéraire marocain, Rabat, Marsam, 2017.
- Un printemps de désirs, Représentations des genres dans la littérature et le cinéma marocains à l'heure des Printemps arabes, Casablanca, La Croisée des Chemins, 2014.
- Queer Maroc. Sexualités, genres et (trans)identités dans la littérature marocaine, Paris, Des Ailes sur un Tracteur, 2014 ; réédité en 2019 aux éditions Onze, avec une postface inédite.
- Ce que communiquer veut dire. Communication, espaces publics, sciences humaines, Casablanca, Afrique Orient, 2012.
- Erwan Sommerer, Jean Zaganiaris (dir.), L’Obscurantisme. Formes anciennes et nouvelles d’une notion controversée, Paris, L’Harmattan, 2010.
- Penser l’obscurantisme aujourd’hui, Casablanca, Éditions Afrique-Orient, 2009.
- Spectres contre-révolutionnaires, interprétations et usages de la pensée de Joseph de Maistre (XIXe – XXe siècles), Paris, L’Harmattan, 2006.
- Edwige Rude-Antoine, Jean Zaganiaris, (dir.), Croisée des champs disciplinaires et recherche en sciences sociales, Paris, PUF/CURAPP, 2005.

### Romans et nouvelles
- Dieu nous a créés éternels, Éditions Orion, 2022
- Adam Bofary, Éditions Onze, 2020.
- Un cœur marocain , Marsam, 2018 (sélectionné pour le prix Grand Atlas 2019)
- Le périple des hommes amoureux, Casa Express, 2015 (sélectionné pour le prix littéraire des journées du livre européen et méditerranéen 2015)
- Un écrivain talentueux, 100% Auteurs Éditeurs de Talents, 2015.